# Penas Air
Penas Air était une compagnie aérienne régionale en Indonésie. Penas Air desservait cinq villes d’Indonésie.

## Sources
- (en) Cet article est partiellement ou en totalité issu de l’article de Wikipédia en anglais intitulé « Penas Air » (voir la liste des auteurs).